# 王弘祖
王弘祖（1585年—？年），字繩廓，號含一，陝西西安府同州人，軍籍。

## 生平
乙酉正月初九日生，行一，治《詩經》，由學生中式庚子鄉試六名舉人，年二十五歲中式萬曆三十八年庚戌科會試一百七十一名，第三甲第十二名進士。戶部觀政，授河南開封府推官，四十年本省同考，四十三年陞兵部職方司主事。升兵部武选司员外郎，天啓元年（1621年）十二月升山东按察司副使、天津督饷兵备，三年二月调任湖广，六月升山西布政使司右参政、管宁武道，五年十一月升河南按察使、蓟州遵化道。崇祯四年（1631年）九月升河南右布政密雲道。

## 家族
曾祖王輔；祖王密；父王應誥，壽官；本生父王應命（敕封推官）；母路氏（封孺人），本生母劉氏（敕封孺人）。具慶下。弟屬（庠生）；述祖；似祖；追祖；輝祖（庠生）；振祖（把總）；耀祖（庠生）；念祖；崇祖；榮祖；憲祖。子緒隆（庠生）；緒昌；緒延（庠生）。